# Regnbueflaget
Regnbueflaget er et flerfarvet flag, der består af striber i regnbuens farver. Farverne står i rækkefølge efter deres bølgelængde, hvor den røde farve er øverst. Regnbueflag blev båret af blandt andre Harvey Milk til San Francisco Gay Freedom Day Parade 25. juni 1978.
Regnbueflaget blev i LGBT udgaven designet af Gilbert Baker i 1978  og har siden været symbolet for LGBT+ miljøet verden over. Det er et vigtigt symbol i LGBT+ miljøet.
Fredsflaget vender omvendt med violet som den øverste farve og rød som den nederste, ligesom det ofte optræder med ordet PACE ,fred eller peace placeret i midten, det blev introduceret i Italien i 1961 i en fredsmarch mod atomvåben..